# Limanski (Rusia)
Limanski (del ruso: Лиманский) es un posiólok del raión de Briujovétskaya del krai de Krasnodar en el sur de Rusia. Está situado en el limán Lebiazhi del río Beisug, 7 km al noroeste de Briujovétskaya y 91 km al norte de Krasnodar, la capital del krai. Tenía 510 habitantes en 2010.
Pertenece al municipio rural Chepiginskoye.